# Ольшана (Черниговская область)
Ольша́на (укр. Ольшана, до 2007 г. — Вільшана) — село Ичнянского района Черниговской области, центр сельсовета, включающего в себя сёла Новая Ольшана и Тарасовка. Стоит на реке Ольшанка, являющейся правым притоком реки Смош, в 15 км от райцентра и в 7 км от железнодорожной станции Коломийцево на линии Прилуки — Бахмач. Население — 653 чел. (2008 г.)

## Государственная и административно-территориальная принадлежность
Ольшана последовательно входила в следующие государства и административно-территориальные образования:
Речь Посполита:
- до 1648 г. — Черниговское воеводство Малопольской Провинции Короны Королевства Польского

Российская империя:
- 1648—1781 — полковая сотня Прилуцкого полка
- 1782—1802 — Прилуцкий уезд Черниговского наместничества
- 1802—1867 — Прилуцкий уезд Полтавской губернии
- 1867—1923 — Ольшанская волость Прилуцкого уезда Полтавской губернии

Украинская ССР в составе СССР:
- 1923—1925 — Прилуцкий округ Полтавской области
- 1925—1930 — Малодевицкий район Прилуцкого округа Полтавской области
- 1930—1932 — Иваницкий район Прилуцкого округа Полтавской области
- 1932—1965 — Иваницкий район Черниговской области
- 1965—1991 — Ичнянский район Черниговской области

Украина:
- 1991—2020 — Ичнянский район Черниговской области
- с 17.07.2020 — Прилукский район Черниговской области

## Древние городища
В районе современной Ольшаны располагались поселения восточных славян 5-7 веков н. э.: одно в границах лесного урочища Чернявщина, а второе непосредственно на территории села, то есть было, по сути, Праольшаной. Оба городища найдены и описаны известным историком и археологом Н. Е. Макаренко. Кроме того, на первом из поселений в 1928 году им же проводились детальные раскопки.

## Досоветская история
Село основано в 1-й половине XVII-го столетия польским полководцем, коронным гетманом Станиславом Конецпольским. Первая известная архивная запись относится к 1632 году.
Первыми жителями Ольшаны стали крепостные крестьяне с правобережных земель Конецпольского, которые сопровождали его жолнеров. После смерти в 1646 г. Станислава Конецпольского село до 1648 г. принадлежало его сыну Александру.
В 1654 г. через Ольшану ко двору царя Алексея Михайловича проезжал из Сирии Патриарх Антиохийский Макарий со своим сыном, архидиаконом Павлом Алеппским. В своих путевых заметках он описывает Ольшану как «красивое, благоустроенное поселение, что всё утопает в садах и палисадниках».
В 1665 г. грамотой царя Алексея Михайловича Ольшана с 50 дворами крестьян и 2 мельницами передана Прилуцкому полковнику Лазарю Горленко. В 1666 г. село разграблено крымской ордой. После смерти в 1687 г. Лазаря Горленко Ольшана по наследству перешла к его вдове Ефросинье и среднему сыну Степану (1690 г.). Позднее Ольшана перешла во владение младшего сына Дмитрия, который, как и отец, возглавлял Прилуцкий полк, а также был женат на племяннице гетмана Ивана Самойловича Марии Голуб.
В 1712 г. гетман Иван Скоропадский забрал Ольшану у Дмитрия Горленко, который был сторонником Мазепы, и передал её фельдмаршалу Б. П. Шереметьеву. После смерти фельдмаршала селом несколько лет владела его вдова, а затем младший сын Пётр. В 1734 г. построена деревянная Михайловская церковь (предыдущая церковь была построена до 1690 г.).
В 1746 г. императрица Елизавета дала дарственную грамоту на с. Ольшана бунчужному товарищу Власу Климовичу (Будлянскому), который был самого простого происхождения (неграмотный ткач), однако был женат на сестре графа Разумовского. В 1748-49 село, как и вся округа, пережило страшную засуху, которая сопровождалась нашествием саранчи.
После смерти в начале 1760-х гг. Власа Будлянского Ольшана до 1775 г. принадлежала его вдове Агафье Григорьевне, потом до 1780 г. их сыну Михаилу (тайный советник, действительный камергер и кавалер двора её Величества), а затем внуку Алексею (полковник, флигель-адъютант при генерал-фельдмаршале графе Кирилле Разумовском) вплоть до его смерти в 1819 г.
Есть на карте1812 года
А. М. Будлянский наследников не оставил и в Ольшане появилось сразу несколько новых помещиков: сперва графиня Владиславич-Рагузинская и майорша Г. Г. Страховская, затем штаб-ротмистрша В. Ф. Булацель (с 1832 г.), майорша Н. Ф. Конфингинова и поручик С. М. Трифановский (оба с 1834 г.), киевский губернатор В. С. Катеринин и помещица А. Ф. Бедригина (оба с 1835 г.). а также генерал-майор П. П. Лешкевич (с 1837 г.). В эти же годы на край обрушился шестилетний (1830—1836 гг.) неурожай, приведший к голоду и большой смертности в Ольшане.
В 1844 г. большую часть ольшанських земель, а с ними и крепостных крестьян, выкупил штабс-капитан А. А. Фон-Рихтер. Правда, в середине XIX в. часть крепостных Ольшаны ещё числились за помещиками Тишкевичем, Трегубовым и Стаховичем, но вскоре и они перешли во владение Фон-Рихтера. Следует отметить, что в отличие от всех своих предшественников, которые никогда не бывали в Ольшане, или чьё пребывание там было кратковременным, Фон-Рихтер там поселился.
На момент отмены крепостного права в 1861 г. в Ольшане значилось 3 помещика: Фон-Рихтер, Яновский и Булацель. К тому времени в Ольшане имелись сахарный и кирпичный заводы, а также винокурня и сукновальня. В результате реформы 1861 г. в Ольшане было создано два волостных правления: одно для частновладельческих крестьян, второе — для крестьян в ведомстве Палаты государственных имуществ. Первому подчинялись 6 сельских общин (1252 ревизских души), второму — 3944. После реорганизации волостей Ольшана в 1867 г. стала центром новой Ольшанской волости.
В 1886 г. в селе насчитывалось 126 дворов казаков и 396 дворов крестьян, которые входили в 3 общины: Фон-Рихтера, Демкова и Булацеля. Было ещё 10 дворов мещан и прочих. В селе было 2 кабака, 2 магазина, 3 кузни, 47 действующих ветряных мельниц, 4 маслобойни.
Вскоре в Ольшане появился новый помещик — А. Я. Ефремов, скупивший всё имущество Фон-Рихтера, которое до этого было за долги передано Прилуцкой земской управе. На конец 19 в. в Ольшане было три землевладельца: А. Я. Ефремов, П. О. Персицкий и В. Булацель. В 1900 г. А. Я. Ефремов передал свои имение среднему сыну В. А. Ефремову. В ноябре 1905 сельскохозяйственные эксперименты последнего (по образованию агроном) привели к двухнедельной забастовке. А 15 ноября 1905 г. во дворе помещичьей усадьбы была расстреляна мирная демонстрация: погибло 6 крестьян. Похоронены около церкви в центре села. Сохранился обелиск.

## Новейшая история
После Октябрьской революции 1917 года в Ольшане действовал волостной ревком.
В 1918 г. вооруженный отряд ольшанцев сражался за освобождение городов Прилуки и Пирятина от кайзеровских оккупантов.
В 1919 г. создана партийная, а в 1923 — комсомольская ячейки.
В мае 1924 года создан первый колхоз.
Гражданская война привела к хозяйственному упадку — в 1929 г. лишь 26 ветряных мельниц. Самые большие — Симоротов и Данилов ветряки.
В 1930-х годах Ольшана, как и остальная Украина, пережила насильственную коллективизацию и голод 1932—1933 годов.
Во время Великой Отечественной войны Ольшана была оккупирована немцами. Оккупация длилась ровно два года — с 18 сентября 1941 по 18 сентября 1943 года. 9 сентября 1943 г., за 9 дней до освобождения силами 42-й гвардейской стрелковой дивизии, в Ольшане проведена карательная операция — в Панском яру расстреляно 76 мирных жителей Ольшаны, Тарасовки и Жовтневого.
В годы Великой Отечественной войны 527 жителей принимали участие в борьбе с немецко-фашистскими захватчиками, 200 из них награждены орденами и медалями СССР, 274 — погибли.
С 1962 г. село в официальных документах на украинском языке именуется Вільшана.
В Ольшане находилась центральная усадьба колхоза им. Ильича, за которым, по состоянию на 1983 г., было закреплено 3913 га сельскохозяйственных угодий, в том числе 2952 га пахотной земли. Специализация: выращивание зерновых и технических культур, а также мясо-молочное животноводство.
Постановлением Верховной рады Украины № 1154-V от 07.06.2007 «Про уточнення найменування села Вільшана Ічнянського району Чернігівської області» селу возвращено историческое название Ольшана.

## Описания в энциклопедических и справочных изданиях
- Записки Императорского русского географического общества. Том 11. 1856 г., с. 368: «Поселение: Ольшана. В нём: м.п. 1176, ж. 1280, всего 2456».
- Географическо-статистический словарь Российской Империи. Том 3. 1867 г., с. 638: «Ольшана: село, Полтавской г-нии, Прилукскаго у-да, на транспортной дороге из г. Прилук в г. Ромны, в 15 вер. от у-дного г-да, при безымянном пруде. Ч. жителей, малороссов, 2,429 об. п.; 468 дв. Церковь правосл. 1, сельск. ущилище, заводы сахарный и винокуренный».
- Россия. В. П. Семёнов-Тян-Шанский. 1903 г., с. 361: «Верстах в 5 на восток от станции [Левки] расположено волостное село Прилуцкаго у. Ольшана, имеющее около 3½ тыс. жителей, церковь, несколько лавок, до 50 ветр. мельниц и несколько маслобойных заводиков».
- Энциклопедический словарь Ф. А. Брокгауза и И. А. Ефрона. Петербург, 1890—1907 гг.: «Ольшана, село Полтавской губернии, Прилукского уезда, в 5 верстах от железнодорожной станции Левки. 3500 жителей; лавки, маслобойные заводы кустарного характера».

## Динамика численности населения
- 1665 — 50 дворов крестьян и ? дворов казаков.
- 1712—120 дворов (152 дома) крестьян и 23 двора (30 домов) казаков
- 1764—1281 чел.
- 1784—2175 чел.
- 1811—2480 чел.
- 1829—2361 чел. (3 дворян, 15 чел. духовного звания (вкл. жён), 34 военных (в том числе жёны с детьми), 553 казака (с детьми и жёнами), 19 казённых крестьян, 1533 крепостных крестьянина, 16 дворовых)
- 1863—2420 чел. (468 дворов)[5]
- 1886—2817 чел.
- 1902 — 3238 чел. взрослого населения (1672 муж. и 1566 жен.; 551 двор из них 129 казацких и 402 крестьянских)
- 1910 — 3123 чел.
- 1925 — 3268 чел. (739 дворов)
- 1930 — 3067 чел. (682 двора)
- 1983—1198 чел.
- 1996—802 чел. (351 двор)
- 2006—684 чел. (295 дворов)
- 2007—660 чел. (291 двор)
- 2008—653 чел. (284 двора)

## Основные вехи
- 1632 — первая известная архивная запись об Ольшане
- 1665 — Ольшана царской грамотой передана во владение Л. Горленко
- 1712 — универсалом гетмана Ольшана передана фельдмаршалу Шереметеву
- 1746 — дарственная грамота на Ольшану передана В. Будлянскому
- 1844 — открылась церковно-приходская школа
- 1844 — большая часть ольшанских земель скуплена Фон-Рихтером
- 1867 — Ольшана стала центром волости
- 1878 — Ольшана куплена А. Я. Ефремовым
- 1886 — открылось 4-х классное земское училище
- 1905 — расстрел мирной демонстрации крестьян
- 1910 — проведён телефон
- 1924 — создан первый колхоз
- 1941-43 — немецкая оккупация
- 1959 — проведено электричество
- 1962 — официальное украинское название изменено на Вільшана
- 2007 — возвращено историческое название Ольшана

## Известные ольшанцы
- Симорот Николай Иванович — врач-морфолог. Заслуженный работник народного образования Украины (1998), доктор медицинских наук, профессор кафедры топографической анатомии и оперативной хирургии Киевской медицинской академии последипломного обучения им. П. Л. Шупика.[6]
- Плошко Василий Евдокимович — Краевед. Родился 1 июня 1901 г. в с. Ольшана бывшего Прилуцького уезда. Автор книги «З історії Посульсько-Удайського краю: Історичний нарис» (вместе со старшим сыном), а также многочисленных краеведческих публикаций в газетах «Правда Прилуччини», «Трудова слава», «Скарбниця» и др. Умер 1 декабря 1995 г.
- Плошко Витольд Васильевич — Геолог и краевед. Родился 5 мая 1927 г. в с. Чернобаевка Николаевской области в семье учителя. Старший научный сотрудник, кандидат геолого-минералогических наук (1963). С 1976 г. работал в Институте геологических наук АН УССР. Автор более ста научных работ по геологии (в том числе 6 монографий, в частности «Гипербазиты Карпато-Крымско-Кавказской складчатой системы» (1986) и «Петрография и минералогия океанитов острова Лорд-Хау (Тихий океан)» (1982)). После выхода на пенсию в 1987 г. занялся краеведением. Автор книг «З історії Посульсько-Удайського краю: Історичний нарис» (вместе с отцом) и «Мій родовід: Історичне дослідження», а также многочисленных краеведческих публикаций в газетах «Правда Прилуччини», «Трудова слава», «Скарбниця» и др. Умер 3 января 1994 г.
- Плошко Вадим Васильевич — Геолог и краевед. Родился 16 марта 1933 г. в Николаевской области в семье учителя. кандидат геолого-минералогических наук (1973). Автор более 30 научных работ по геологии, в том числе книги «Основы прогнозирования карбонатитов доплатформенных стадий развития земной коры» (1987). После выхода на пенсию в 1994 г. занялся краеведением. Автор книги «Ольшана: Історичниі нариси» и многочисленных краеведческих публикаций в газетах «Трудова слава», «Скарбниця», в журнале «Дніпро» и др. Умер в 2015 году
- Давиденко Дмитрий Фёдорович — Математик. Родился 2 ноября 1922 г. в с. Ольшана. Автор многочисленных публикаций по математике.
- Бондар Сергей Михайлович (1912—1993)- Родился 5 февраля 1912 года в с. Ольшана,Черниговской губернии. Учился в Киевском Художественном институте(1930) и в студии при Ассоциация художников Красной Украины у М. А. Рутченко (1930).Член Ассоциации художников Красной Украины. Член Ленинградского Союза художников. Писал портреты советских вождей, иллюстрировал советские книги. Его серия «Портреты русских писателей» была напечатана на почтовых открытках в 1953 г. Умер в Ленинграде в 90-е годы.
- Козаченко Владимир Николаевич и Школьная Мария Ивановна -почетные колхозники.  Козаченко В. Н.(04.03.1922-14.03.1992).уроженец с. Ольшана. В годы ВОВ был угнан в Германию. После освобождения и возвращения в родное село, более 40 лет проработал в колхозе им. Ильича механизатором широкого профиля. Принимал участие в электрификации села в составе районной бригады электриков. Его уважали односельчане, обращаясь к нему «Николаич». Вместе с женой Школьной М. И.(01.09.1922-13.01.1999) родили и достойно воспитали пятерых детей. Школьная М. И., также проработала в колхозе им. Ильича более 35 лет полеводом, звеньевой. Школьная М. И.награждена медалью «Материнская слава».

- Школьная Вера Владимировна родилась 05 марта 1954 года в с. Ольшана Иваницкого района (ныне Ичнянский),Черниговской области в семье колхозников Козаченко Владимира Николаевича и Школьной Марии Ивановны. В школьные годы оказывала посильную помощь колхозу,  выращивая и убирая сельхозяйственные культуры. Неоднократно награждалась ценными подарками и грамотами за свой труд.  В 1971 году окончила Ольшанскую среднюю школу с отличием, награждена золотой медалью « За отличную учёбу и образцовое поведение». Окончила Черниговский юридический техникум (1973), экономический факультет Херсонского сельскохозяйственного института им. А.Д.Цюрупы (1983),Московскую юридическую академию (1993). Принимала участие в строительстве БАМ, судья в почётной отставке. Поэтесса, издала   три сборника стихов, посвященных Родине, семье, любви и верности, патриотизму, героям ВОВ.